# Трансглобальная экспедиция
Трансглобальная экспедиция (1979—1982) — путешествие вокруг Земли по меридиану через полюса.  Совершена британскими путешественниками Ранульфом Файнсом и Чарльзом Бёртоном. 2 сентября 1979 года они отплыли из Гринвича и на корабле, автомобилях и снегоходах пересекли планету по маршруту Гринвич — Алжир — Абиджан — Кейптаун — SANAE I — Южный полюс (15 декабря 1980) — Скотт-Бейс — Крайстчерч — Сидней — Лос-Анджелес — Ванкувер — Доусон — Алерт — Северный полюс (11 апреля 1982) — Шпицберген — Гринвич, вернувшись в исходный пункт 29 августа 1982 года.

## Подготовка

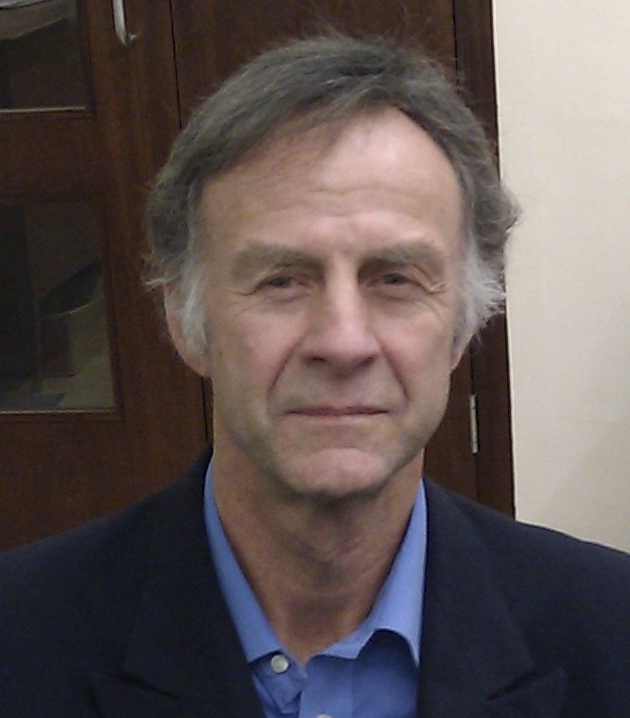
Ранульф Файнс в 2011 году

Зимой 1972 года Джинни Файнс предложила своему мужу Ранульфу идею кругосветного путешествия через полюса. После окончания в 1968 году армейского контракта бывший танкист имел в активе экспедиции к истокам Белого Нила на судне и к леднику Юстедальсбреен в Норвегии. Летом 1972 года Файнс представил проработанный проект в британское Мининстерство иностранных дел, но там категорически отказались иметь дело с частными экспедициями к полюсам. Благоприятное отношение министерства к затее было чрезвычайно важно, так как без него невозможно было получить помощь на антарктических станциях. Следующие несколько лет Файнс потратил на борьбу с препонами чиновников МИДа. Несмотря на знатное происхождение, он не обладал какими-либо значительными финансами, в то время как на экспедицию требовалось несколько миллионов фунтов. Значительную часть снаряжения и запасов пищи Файнс получил от компаний-спонсоров, которым хотелось прорекламировать и проверить свою продукцию в критических условиях. К началу экспедиции таких спонсоров набралось более 700.
Вначале подготовкой предприятия занимались лишь Ранульф и его жена. Полковник САС устроил их на работу в территориальную службу подразделения и выделил помещение в казармах под офис. Ранульф стал набирать экспедиционную команду. Сначала он отобрал четырёх добровольцев из 120 откликнувшихся на объявление: однополчанина Файнса Оливера Шепарда, Джеффа Ньюмена, Чарльза Бёртона и Мэри Джибс. С двумя из троих мужчин Файнс собирался пройти весь путь, третий и Мэри должны были составить компанию супруге Ранульфа Джинни в офисе экспедиции. Как и Ранульф, мужчины были зачислены в территориальную службу SAS, Джинни числилась в отделе связи, Мэри — в военном госпитале. Зарплату не получал никто, каждый подрабатывал; например, Шепард и Бёртон работали барменами в соседнем пабе. Файнс вскоре решил, что к полюсам с ним точно пойдёт Шепард в роли механика, тот также прошёл курс медицинской подготовки, в том числе стоматологической.

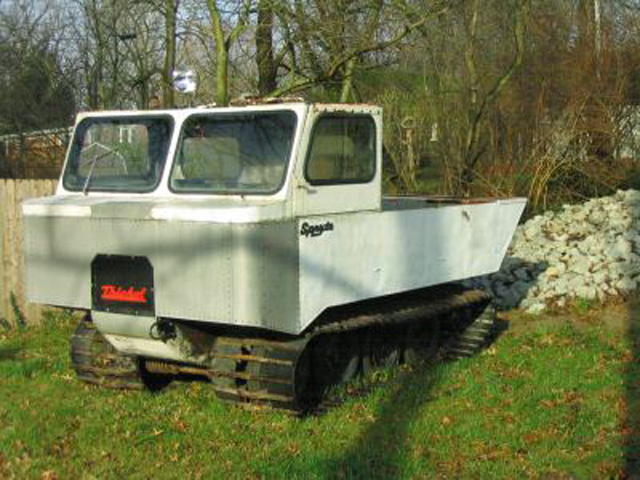
Сноукэт

Файнс много консультировался с именитыми британскими полярниками, в том числе с Вивианом Фуксом, так как считал особенно полезным анализ Трансантарктической экспедиции. Все полярники советовали Файнсу использовать собачьи упряжки, а не снегоходы, чтобы избежать риска поломок на морозе. Узнав, что для управления упряжкой нужно учиться не менее года, Ранульф решил использовать снегоходы. Он остановил свой выбор на австрийском сноукэте, модернизированном учёными «British Steel» с помощью сплава, который они хотели испытать при критически низких температурах.
Никто из участников экспедиции не участвовал в полярных походах, и после многочисленных тренировок в Кембрийских горах они получили разрешение МИДа на тренировку в Гренландии. Британские ВВС согласились перебросить туда груз экспедиции, но не самих участников. Атташе ВВС США при посольстве в Лондоне полковник Пол Кларк за 2000 долларов обеспечил их самолётом для полёта в Гренландию; к началу Трансглобального перехода Кларк уволился со службы, чтобы устроиться простым матросом на судно экспедиции.

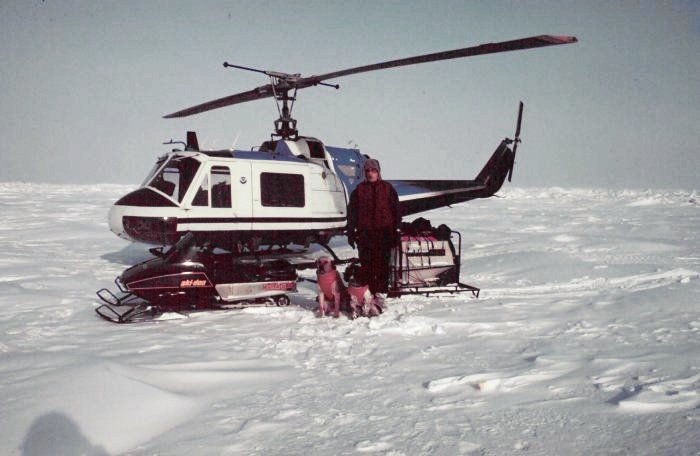
Ски-ду времён экспедиции перед вертолётом

В июле 1976 года шестеро участников экспедиции добрались до Гренландии, где трое из них совершили 2 похода вглубь острова; во втором Бёртон заменил Ньюмена. Даже по итогам этих тренировок Файнс не сумел окончательно остановиться на кандидатуре третьего участника экспедиции. Он был доволен, что, в отличие от него самого, трое остальных участников хорошо работали в команде, хотя в полярных походах быстро разжигаются конфликты; в качестве терапии участники «выговаривались» в своих дневниках. В обоих походах впереди на лыжах шёл Файнс, за ним следовали сноукэты. Во втором походе обе машины зависли на краю каньона, и полярники два дня освобождали их из плена с помощью лопат.
Вернувшись на родину, Файнс решил заменить сноукэты, не вгрызавшиеся в лёд и шедшие юзом. Он остановил свой выбор на «Ски-ду» канадской «Бомбардье» с двигателями воздушного охлаждения «Ротакс» объёмом 640 см3.

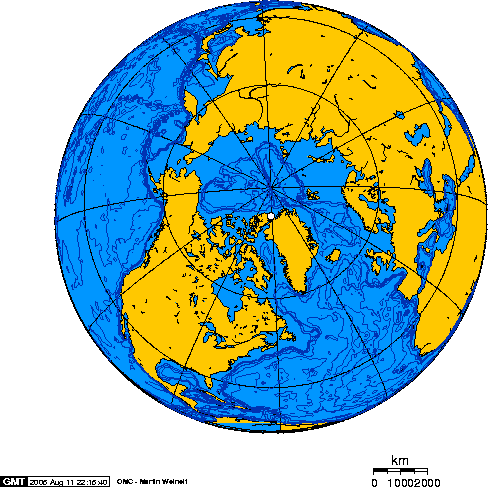
Алерт на карте Северного полушария

Файнс решил, что вторая полярная тренировка должна представлять собой достижение Северного полюса, что привлечёт спонсоров и смилостивит правительство. После долгих переговоров канадцы разрешили использовать под базу помещения в Алерте; участники и грузы были бесплатно доставлены туда авиакомпанией «Scandinavian Airlines System (SAS)», руководству которой понравилось совпадение аббревиатур SAS; оставшееся в Гренландии оборудование также с дипломатическими проволочками было переброшено из Туле в Алерт. 26 февраля 1977 года Файнс, Шепард, Ньюмен и Бёртон отправились к полюсу. Зима того года оказалась аномально холодной, температура вскоре опустилась ниже −50 °C: «Ски-ду» отказывались заводится, а Ньюмен отморозил пальцы. Полярники повернули обратно, чтобы соорудить в Алерте систему подогрева двигателя. Когда 10 марта они снова отправились на север, Ньюмена с ними уже не было. Позже он некоторое время ещё работал в офисе, затем покинул товарищей, как и Мэри Джибс, вскоре после начала Трансглобального перехода вышедшая за него замуж.
Трое полярников продолжали терпеть небывалый холод, из-за которого частота ледовых гребней сжатия оказалась значительно более высокой, чем они ожидали: работы для ледоруба прибавилось, а скорость продвижения уменьшилась; зачастую прорубать дорогу приходилось только на запад или восток с минимальным приближением к северу. Проблемой оставался запуск двигателей на морозе, поэтому участники похода пытались не глушить их как можно дольше. Файнс, живший один в своей палатке, однажды испытал острую глазную боль от паров примуса и в этом состоянии едва не спалил себя; ему пришлось переселиться в палатку к остальным полярникам. За время похода участники на троих потеряли 19 зубных пломб, в чём винили шоколадные плитки.
После холодов наступил чрезвычайно раннее потепление, начал взламываться паковый лёд. 4 апреля Файнс ушёл на разведку и провалился под лёд и едва не утонул. Он считал чудом, что позже не проявились последствия переохлаждения в воде.
Полярники продолжали продвигаться вперёд, пока 7 мая на широте 87°11’30" (побив рекорд Нансена) они не вышли к кашеобразной поверхности, не позволявшей продвигаться далее. 9 дней они ждали холодов, после чего вызвали для эвакуации «Оттер DHC-6». Несмотря на неудачу, Файнс был доволен походом, позволившим полярникам проверить свои возможности в крайних погодных условиях.

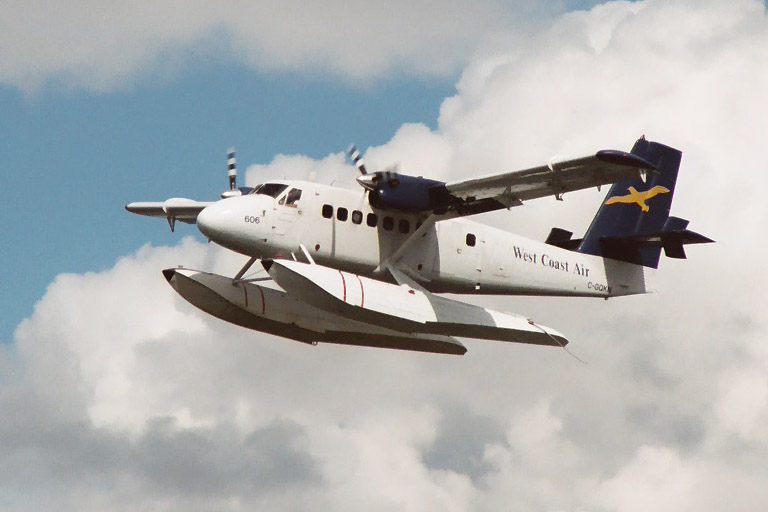
De Havilland Canada DHC-6 Twin Otter

Экспедиция к полюсу действительно оказала благоприятное влияние на общественность, Трансглобальный переход взял под свою опеку принц Чарльз. Файнс принял в штат несколько новых человек на добровольных началах. Инженер Саймон Граймс занял место Мэри в офисе; будучи квакером, он отказался вступать в боевые подразделения САС и был отправлен на подготовку в парашютно-десантный санитарный полк. 21-летний курсант датского морского училища Пул Андерсон вместе с саффолкцами Антоном Боурингом и Миком Хартом занялись поиском судна для дальнейшей покупки, имея примерно 350 000 фунтов. Кроме дешёвого ледокола Файнс намеревался приобрести самолёт «Оттер DHC-6», который доставлял бы на парашютах горючее и продовольствие.
В конце 1977 года стало понятно, что неулаженные проблемы отодвигают дату начала экспедиции с 1 сентября 1978 года как минимум на год. Продолжались трения с британскими чиновниками, без чьего одобрения южноафриканская база SANAE I, американская Амундсен-Скотт и новозеландская Скотт-Бейс не желали оказывать помощь. Файнс продолжал поддерживать отношения с султаном Омана, на стороне которого когда-то воевал. С его помощью экспедиция получила спонсора из числа британских компаний, работающих в Омане, который купил для полярников поддержанный «Оттер». Бывший пилот королевских ВВС Ант Престон занялся в экспедиции авиационными вопросами. Пилотировать самолёт согласился опытный антарктический лётчик Жиль Кершоу.
За несколько месяцев до отплытия, намеченного на 2 сентября 1979 года, у экспедиции всё ещё не было судна, поскольку бюджет на него был явно занижен. На выручку пришло кумовство: Антон Боуринг был сыном председателя крупнейшего британского страхователя судов «К. Т. Боуринг». Семейство Боурингов гордилось тем, что обеспечило капитана Скотта барком «Terra Nova», и решило спонсировать судно для Трансглобального перехода. Антон нашёл 27-летний перевозчик свинцовой руды, укреплённый для работы в Северо-Западном проходе, водоизмещением 1100 т и мощностью двигателя 1200 л.с. Его стоимость в 2 раза превышала выделенные Боурингами средства, однако вторую половину оплатил партнёр «К. Т. Боуринг» «Marsh & McLennan Companies» в виде жеста дружбы; судно было названо «Бенджамин Боуринг». В команду были набраны добровольцы из торгового флота, капитаном судна также без зарплаты согласился стать контр-адмирал Отто Штайнер. В это же время несколько человек согласились работать в офисе экспедиции.
Во время работ на судне у Пула Андерсона случился инфаркт, и через неделю он умер.
Ещё в 1975 году Файнс договорился с «Imperial Chemical Industries» о бесплатной поставке всего необходимого экспедиции топлива, однако его количество было рассчитано для значительно меньшего судна, чем «Бенджамин Боуринг», и компания отказалась от поставки. Остальные нефтяные британские компании также отказали в помощи, и Файнс был вынужден обратиться к принцу Уэльскому. Тот свёл его с Армандом Хаммером, председателем корпорации «Occidental Petroleum». Его компания не занималась розничными поставками, но он уговорил американское подразделение нефтяного гиганта «Mobil» проспонсировать топливом экспедицию.
Файнсу наконец удалось получить одобрение Британской антарктической службы, Вивиан Фукс составил план научных исследований экспедиции, включающих гляциологические и магнитные наблюдения. Он также сумел договориться с южноафриканским правительством о поставке топлива на станцию SANAE, однако правительство США отказалось помогать. Экспедиции были нужны несколько десятков бочек топлива на Южном полюсе, которые могли выделить из резерва американские полярники. Было решено отправляться в путь с намерением договориться о получении этого топлива непосредственно с полярниками.

## Экспедиция

### Старт на юг
2 сентября 1979 года принц Чарльз у Национального морского музея в Гринвиче объявил о начале экспедиции. 27 августа его дядя лорд Маунтбеттен был убит ирландскими террористами, и принц отменил своё участие во всех мероприятиях, кроме старта Трансглобального перехода. «Бенджамин Боуринг» прошёл по Темзе до Тилбери, где высадил участников экспедиции, так как ещё не было получено разрешение чиновников на его выход в море. Ранульф и Джинни Файнс, Шепард, Бёртон и Граймс погрузили два своих внедорожника «Land Rover» и один «Range Rover» на паром до Дюнкерка, откуда отправились в Париж. На Монмартре они провели первую из запланированных в крупных городах на маршруте выставок арктического оборудования и экипировки, отбивая спонсорские вложения. Как выяснилось в дальнейшем, она оказалась самой неудачной: посетителей было крайне мало, а часть экспонатов пропала. Большинство путешественников двинулись на юг к Барселоне, а Бёртон уехал с девушкой-администратором одного из спонсоров в Сен-Тропе, по возвращении из которого заявил о грядущей в Сиднее свадьбе. В столице Каталонии машины погрузили на «Бенджамина Боуринга», который отправился в порт Алжира. Файнс узнал о недовольстве контр-адмирала дисциплиной на судне, а также отсутствием финансирования на текущий ремонт судна; в итоге конфликты были погашены.

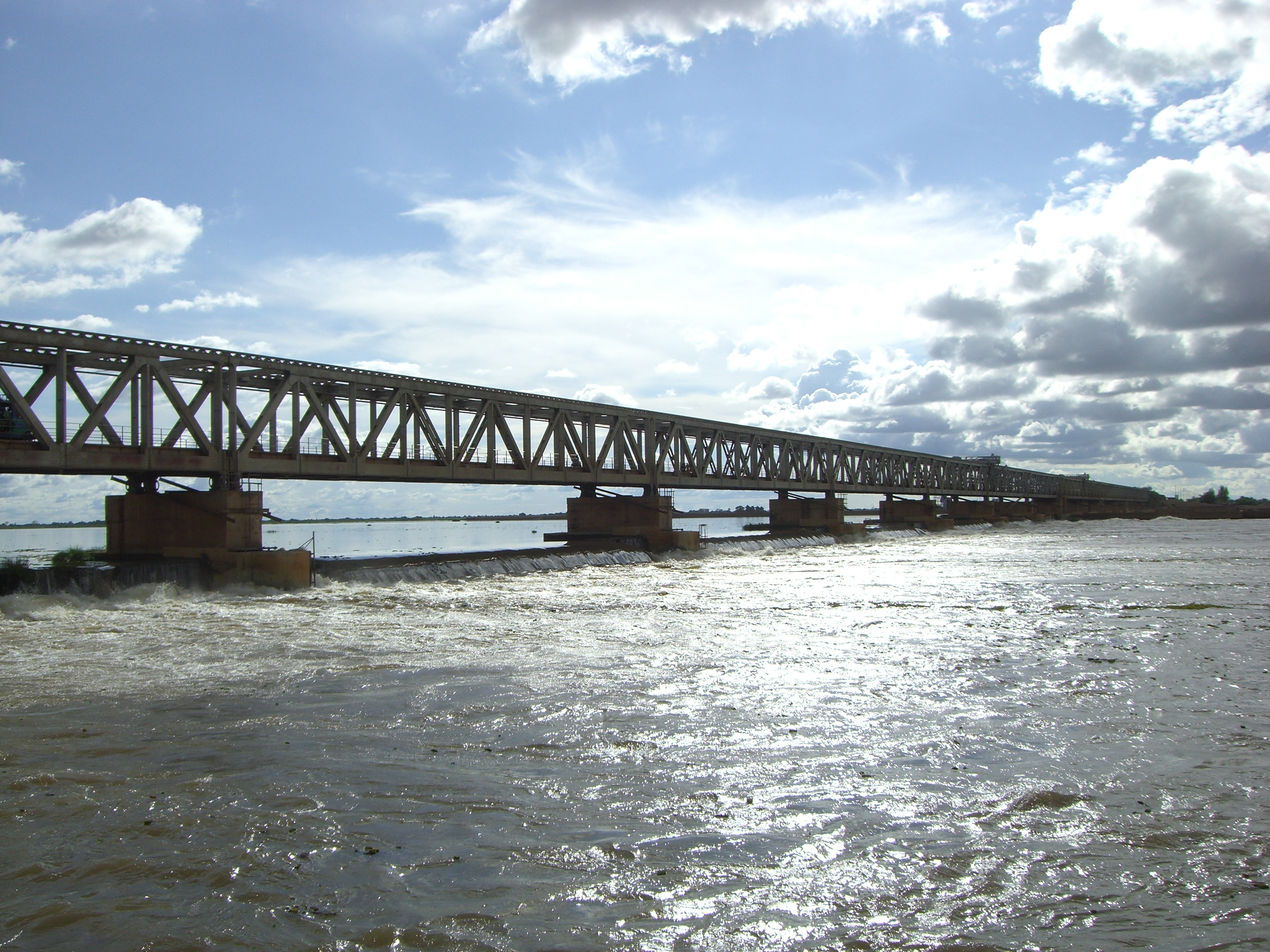
Маркала

Из Алжира путь на внедорожниках в Абиджан продолжила та же команда, что пересекла Францию. Участники экспедиции пересекли Западную Африку по маршруту Алжир — Эль-Голеа — Айн-Салах — Таманрассет — Гао — Томбукту — Маркала — Абиджан. Файнс имел с собой минимальное количество денег и расплачивался с местным населением за еду и услуги проводников бартером, в основном консервированными томатами. Путешественники страдали от обычных для Африки неприятностей — жары и насекомых. В качестве научной работы они ловили и бальзамировали редких животных.
20 ноября «Бенджамин Боуринг» с путешественниками на борту вышел из Абиджана по направлению к Кейптауну. Волны накреняли старое судно до 37 градусов, двигатели с трудом развивали требуемую мощность. 8 декабря «Боуринг» причалил в Кейптауне, где рос Ранульф Файнс. Там к ним присоединился Антон Биркбек, которому предстояло зимовать на вспомогательной базе вместе с Граймсом.
22 декабря судно вышло из Кептауна к SANAE, сперва достигнув ревущих сороковых. Корабль кренился на 47 градусов, и команду охватил некоторый страх: даже Антон Боуринг считал, что судно может затонуть. 28 декабря на 50° южной широты впервые встретились льдины, а вскоре «Бенджамину Боурингу» пришлось продавливать паковые льды своим весом.

### Антарктика

#### Зимовка

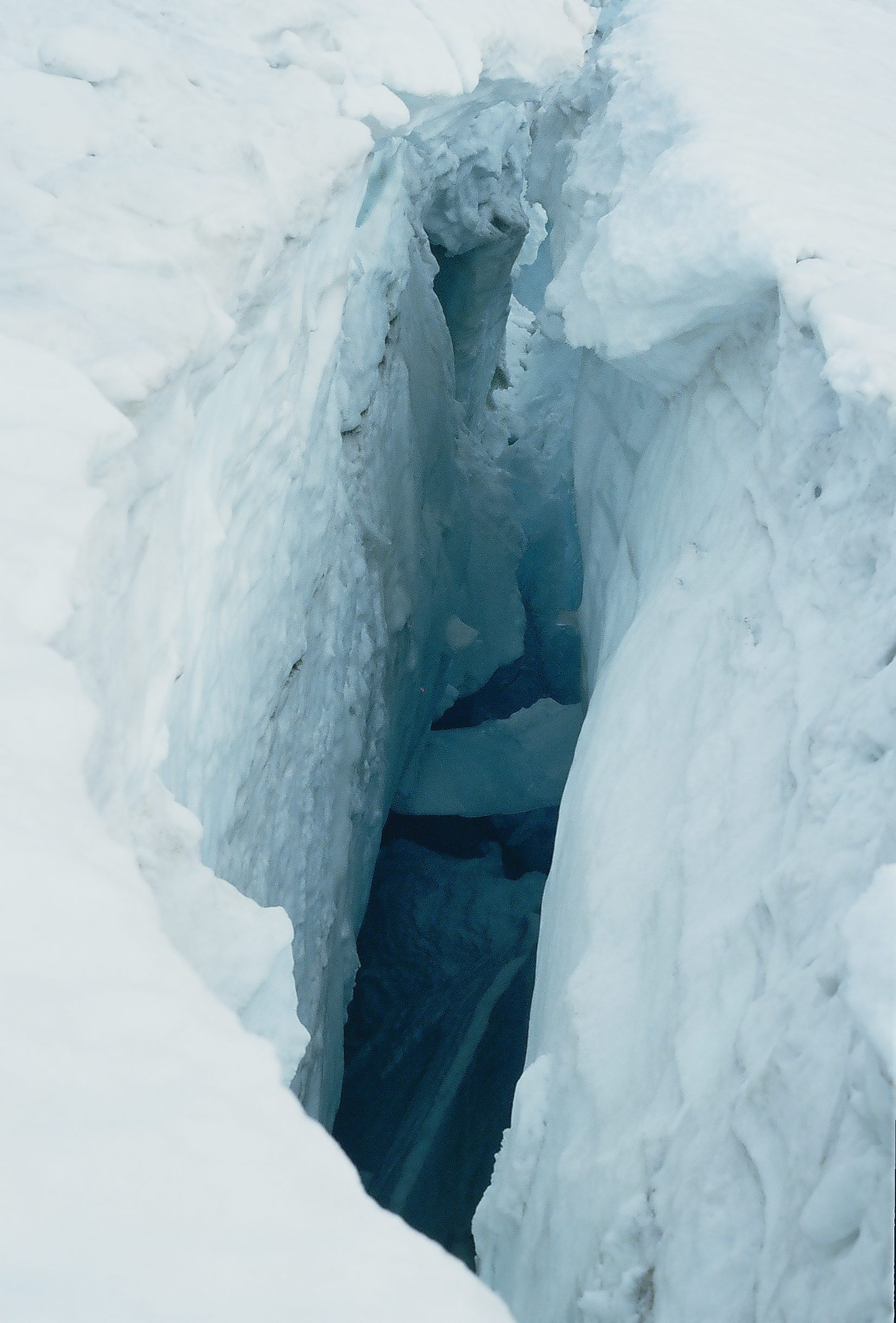
Ледниковая трещина

4 января 1980 года судно добралось до прибрежной открытой воды, затем зашло в ледовую бухту Поларбьорнбухте при SANAE. Сразу же началась круглосуточная разгрузка. Вскоре прилетел самолёт экспедиции, модернизированный убирающимися в полёте лыжами и шестью 340-литровыми топливными баками. Он перебросил 45 т грузов на 500 км южнее, где возле горы Ривинген на высоте 1800 м прилетевшие на самолёте участники экспедиции (Ранульф, его жена, Шепард и Бёртон) устроили зимнюю базу. Они построили несколько хижин из гофрированного картона и так же на самолёте вернулись на станцию SANAE.
17 января «Бенджамин Боуринг» отплыл в Африку, оставив, кроме зимовщиков у горы Ривинген, Биркбека и Граймса, для которых была собрана хижина на складе экспедиции у SANAE. В начале февраля для смены полярников в SANAE пришло южноафриканское судно, доставившее экспедиции Файнса остальные 600 200-литровых бочек топлива к тем 900, что были привезены «Боурингом». 21 января Файнс, Шепард и Бёртон отправились на «Ски-ду» с гружёными нартами к базе Ривинген. 600-километровый путь стал генеральной репетицией главного похода. Самым тяжёлым участком была краевая зона в месте стыка плавучих льдов и ледяного щита, где Файнс по глупости едва не провалился в одну из многочисленных трещин глубиной в несколько десятков метров. 10 февраля самолёт Кершоу совершил последний из 80 грузовых рейсов, и оставил чету Файнсов, Шепарда, Бёртона и йоркширского терьера Бози наедине друг с другом и полярной ночью.
Жилая хижина была разграничена двумя переборками: в среднем помещении располагался выход на улицу, в двух других парами обитали Файнсы и друзья Бёртон-Шепард. Вскоре Ранульф заметил поломки нарт, которых в походе должны были буксировать Ски-ду; поломки были вызваны участием в разгрузке судна и всё же подлежали ремонту. Полярники перемещались только между хижинами и складами, осенью Ранульф решил устроить для мужчин восьмикилометровый пробег на лыжах, завершившийся обморожениями. В это же время экипаж «Бенджамина Боуринга» изнывал от жары на чартерных перевозках в Полинезии, которыми зарабатывались денежные средства для экспедиции. Джинни много времени проводила в «радиохижине», где принимала участие в волновых экспериментах наряду с полярными станциями, а также поддерживала связь с внешним миром. Шепард хозяйничал в хижине с генератором; они с Джинни чаще других страдали от ядовитых испарений и ожогов. Шепард много раз спорил с женой относительно своего пребывания в экспедиции, однако на этот раз она из-за переживаний попала в больницу, и он был вынужден дать ей слово покинуть товарищей после пересечения Антарктики. Прогнозируемо с течением времени отношения полярников друг с другом портились, та же проблема настигла Биркбека и Граймса на их складе. Ближе к весне радиоэксперименты стали интенсивнее, Джинни начала страдать галлюцинациями. В начале октября её муж-акрофоб решил покорить пик Ривинген, однако несколько попыток восхождения не принесли успеха. Незадолго до выхода к полюсу пришла радиограмма от Уолтера Герберта, где он привёл астрологическую информацию: люди попадают в одну из трёх категорий в зависимости от положения Солнца во время рождения, и из тридцати ведущих полярных исследователей лишь двое представляли ту же категорию, что и Файнс — неудачники Скотт и Кук.

#### Пересечение континента
Вечером 29 октября при температуре −50° Файнс, Шепард и Бёртон отправились в поход к полюсу. Каждый ехал на Ски-ду, буксируя металлические нарты, Файнс тащил также деревянные нарты. Он ехал первым, между полярниками соблюдалась дистанция примерно в милю. Каждые 10 часов усталые путешественники разбивали палатку, где валились спать. Они потребляли по 6500 килокалорий в день, питаясь похлёбкой из риса и соевых бобов. По итогам похода каждый из них потерял вес, больше других Шепард — 12 килограммов. Первые дни путь шёл в гору, участники экспедиции взбирались на плато. Ски-ду с трудом, но всё же справлялись с подъёмом, и на значительной высоте вопреки опасения двигатели работали нормально. Днём Солнце светило крайне ярко, и полярники предпочитали передвигаться «ночью», когда незаходящее светило уже не грозило глазам повреждениями. На следующий день после выхода Бёртон разбил очки, после чего его зрение стало ухудшаться; Шепард ужасно замёрз, и путешественники были вынуждены разбить лагерь значительно раньше. Усталость и холод никогда не пропадали, и полярники старались не обращать на них внимание. Файнс постоянно торопил товарищей, ему хотелось не только пересечь 3500 километров континента за те 4 месяца, в которые это было возможно, но и пройти по снежным мостикам через трещины до того, как их растопит Солнце. Звуки подлёдных взрывов, когда образовывались новые трещины, нагонял на полярников страх. 31 октября на Ски-ду Файнса сломалась ведущая ось. У Шепарда была запасная ось, однако полярники решили вызвать самолёт Кершоу, который доставил запасной Ски-ду Файнсу. Кершоу и его штурман Джеймс Николсон были вынуждены работать без перерывов, сначала перебрасывая груз из SANAE в Ривинген, а затем доставляя бензин тройке полярников. Те на каждом лагере строили снежные пирамиды, которые должны были служить самолёту ориентиром, так как радионавигационная система в этих широтах уже не работала.
Вскоре, хотя ледяной туман порой не давал даже определить расположение солнца, облака совершенно пропали. Это дало возможность Файнсу смастерить солнечный компас, исцарапав для этого переднюю часть своего снегохода. Такой способ местоопределения оказался самым оперативным, позволяя сэкономить время. Каждый градус широты Шепард бурил лёд для взятия образца на глубине двух метров. Затем он растапливал лёд и разливал воду по флаконам, позже переданным учёным. Те хотели узнать, что на Антарктиде происходит быстрее — накопление снега или утечка льда. За первые 10 суток были преодолены 822 километра, скорость продвижения была в 2 раза выше плановой, однако главные препятствия были впереди. 9 ноября была достигнута широта 80°, куда вскоре должен был перебазироваться самолёт; ещё одна «авиабаза» планировалась на широте 85°. Биркбек перебазировался вместе с самолётом, на складах в условиях плохой видимости он с фонарём выполнял функцию маяка для Кершоу. На перевозку одного килограмма груза тратилось 13 килограммов авиатоплива, и, согласно расчётам, его запасов хватало впритык, а в случае форс-мажора полярников и последующих «лишних» полётов, экспедиции грозил провал. Из Лондона пришла радиограмма, что американцы отказываются предоставить топливо из резервов базы на полюсе, а также обещают насильно эвакуировать британцев с континента, если те к моменту прибытия на полюс не обеспечат себя запасами. 17 суток пришлось провести полярникам в лагере на широте 80°, ожидая пока Кершоу соберёт растянутые коммуникации. В тот же день, когда участники экспедиции продолжили путь, пришло сообщение, что американцы всё же снабдят их на полюсе 23 бочками авиатоплива.
Полярников ждала область с множеством трещин, где ещё не ступала нога человека. Однако гораздо большую проблему доставили заструги высотой от полуметра, и скорость продвижения упала до минимума. Гребни заструг разбивались ледорубами, однако и затем снегоходы с трудом взбирались по ним. Нарты крепились к Ски-ду трёхметровым тросом, полярники также были привязаны к нартам, чтобы спастись в случае падения снегохода в трещину. С началом заструг тросы пришлось заменить полутораметровыми, и полярники лишились страховки, так как в этом случае нарты полетели бы в пропасть вместе со снегоходами. Участников экспедиции также беспокоило состояние металлических нарт, у которых постоянно ломались вертикальные подпорки. 4 декабря окончательно прохудились деревянные нарты Файнса, и их пришлось бросить вместе с частью груза. Экономя авиатопливо, Ранульф собирался вызвать самолёт только по достижении 85°, в то время как медленное продвижения через заструги приводило к многочисленным поломкам, и запасных части вскоре не хватило. 5 декабря за 50 километров до искомой широты поломка лыжи снегохода вынудила вызвать самолёт и разбить лагерь. Вскоре прилетел Кершоу с половиной необходимого для продолжения движения бензина, однако его второго прилёта пришлось ждать дольше из-за катастрофической ситуации с южноафриканцами.
30 ноября 9 южноафриканских геологов выехали из своей полевой базы на трёх тракторах назад в SANAE, располагавшийся в 100 километрах от них. Один из тракторов провалился в трещину, его экипаж из трёх человек остался жив и решил пересесть на три Ски-ду, чтобы по хорошей погоде добраться до базы налегке, без еды и палаток. Из шестерых оставшихся один вскоре погиб, упав в трещину; по радио им передали о пропаже тройки на Ски-ду, которая уже должна была попасть в SANAE. Начальник экспедиции, опытный полярник, остававшийся на одном из двух тракторов, отправился на Ски-ду на поиски, и также заблудился и потерял радиосвязь. Самолёт экспедиции Файнса находился в тысяче с лишним километров от места пропажи южноафриканцев, однако он был значительно ближе остальных воздушных судов, «Геркулесов» с Мак-Мердо, которым ещё предстояло заняться эвакуацией погибших пассажиров самолёта, врезавшегося в Эребус. Кершоу получил приказ оставаться на широте 80° для возможного участия в поисках. Затем ему дали добро на вылет, однако портативный генератор остался на 85°, и самолёт с трудом удалось завести. Поздним вечером 6 декабря он привёз топливо Файнсу, затем отправился на полюс для дозаправки. Оттуда самолёт вызвали на поиски, и Кершоу удалось спасти сначала оголодавшую тройку на Ски-ду, а затем и начальника экспедиции. Эти действия проходили при значительном риске опустения топливных баков и потери самолёта.
7 декабря Файнс, Шепард и Бёртон отправились к полюсу, и после двух дней работы ледорубами вышли из района трещин и заструг на 85°30'. Нарты Шепарда давно сломались, и были заменены привезёнными на самолёте деревянными, двое оставшихся саней могли развалиться до полюса. Последние 4 градуса преодолевались в сплошном тумане; достигнув района полюса, полярники не могли отыскать станцию. Утром 15 декабря, после радиопереговоров с американцами, британцы добрались до Южного полюса. Они разбили две палатки в 100 метрах от купола, однако питались у американцев. Джинни и Граймс упаковали имущество лагеря в Ривингене, оно было перевезено самолётом в SANAE, там погружено на южноафриканское судно, и в итоге добралось до Лондона, где стало ждать арктического похода. Кершоу, Николсон и Биркбек без приглашения прилетели с алкоголем на Новолазаревскую. После пьянки, где начальник станции сообщил британцам, что они стали первыми гражданами западного лагеря, посетившими Новолазаревскую, Николсона под руки занесли в самолёт. Джинни вместе с радиооборудованием была доставлена самолётом на полюс, Биркбек вместе с имуществом с SANAE отправился на родину.

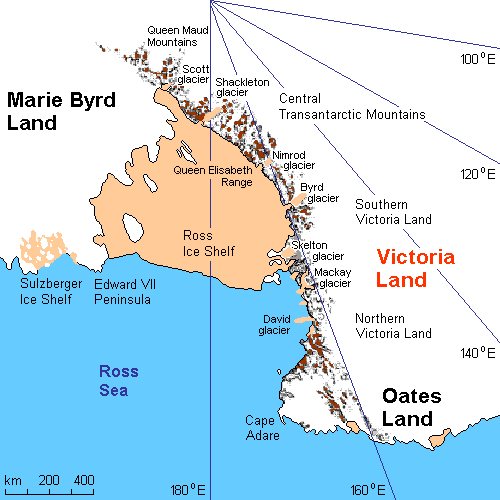
Район Антарктики, по которому возвращалась экспедиция. Скотт-Бейс находится на границе ледников Росса и Дэвида

23 декабря Файнс, Шепард и Бёртон выступили к Скотт-Бейс. Файнс ещё не настроился на походный дух, и повёл товарищей к SANAE. Поняв ошибку, он решил сделать вид, что так и задумано, из-за чего пришлось делать крюк вокруг станции. Путь полярников лежал к леднику Росса через ледник Скотта. Всю дорогу до побережья им приходилось преодолевать множественные трещины различных размеров. Часто снежные мостики обрушивались, и полярники постоянно находились в страхе. Порой трещины создавали перед ними лабиринты, в которых британцы опасались не найти выходов. Высота поверхности понижалась, но спуски не облегчали задачу, так как повышался риск падения в трещину. С подходом к Трансантарктическим горам полярники старались продвигаться по склонам гор, так как там меньше трещин. Страх подгонял Файнса, и, как и в походе на полюс, его экспедиция продвигалась значительно быстрее плана. 1 января 1981 года полярники вышли на ледник Росса, и отправились напрямик к Скотт-Бейс. Ещё в последних числах декабря туда перебазировались самолёт и Джинни. Температура воздуха поднялась выше 0°, единственной помехой был плотный туман, мешавший Кершоу вовремя доставить бензин. 10 января, в двух часах езды от Скотт-Бейс, на Ски-ду Бёртона сломался двигатель, и полярники наконец воспользовались запасным, который везли через весь континент. На следующий день новозеландские полярники встретили Трансглобальную экспедицию, которой пришли поздравительные телеграммы от принца Чарльза и президента США Рейгана.